# Bromus mango
El mango (Bromus mango) es una especie de planta herbácea perenne perteneciente a la familia de las gramíneas (Poaceae), originaria de América del Sur. No se debe confundir con el género Mangifera, cuyo nombre común es "mango".
Antiguamente cultivada por el pueblo mapuche como una planta forrajera y cereal, el mango fue suplantado por cereales de origen europeo como el trigo y la cebada y su cultivo fue abandonado durante la segunda mitad del siglo XIX. La especie había sido considerada extinta por algunos autores e identificada como una especie distinta al Bromus burkartii (Muñoz). Actualmente existe un debate sobre esta especie.

## Nombresvernaculares
mango, mangu, magua, en español y mapudungún.

## Descripción
Es una planta herbácea.
Hábito: anual o perenne, de corta duración de vida. Rizomas cortos. Vainas traseras persistentes e invertidas en la base del tallo; con vainas muertas fibrosas. Tallos de 40 – 60 cm de largo. Sin ramas laterales. Vainas de las hojas glabras, o pilosas. Lígula y membrana ciliada; 2-5 mm de largo; obtusa. Láminas foliares 5-35 cm de largo; 2-5 mm de ancho. Láminas foliares con superficie escabrosa; áspera adaxialmente; glabra.
Inflorescencia: La inflorescencia en una panícula que comprende 5-40 espigas fértiles. Panícula abierta; lanceolada, equilateral, o asintiendo; 4-20 cm de largo.  Espigas solitarias. Espigas fértiles pediculadas. 
Espigas fértiles: Las espigas se componen de 3-6 flósculos fértiles; con flósculos disminuidos en el ápice. Espigas oblongas; comprimida lateralmente; comprimida fuertemente; 7-18 mm de largo; se abren en la madurez; desarticulado debajo de cada flósculo fértil.
Glumas: Glumas persistentes; más cortas que las espigas. Gluma inferior lanceolada; 4-9 mm de largo; 0.75 de longitud de la gluma superior; membranosa, 1 quilla; 3-7 venosa. Gluma inferior con superficie pilosa. Gluma inferior con ápice acuminado. Gluma superior lanceolada; 5-11 mm de largo; 0.8 longitud de lema fértil adyacente; membranosa; 1 quila; 5-9 venosa. Gluma superior pilosa. Gluma superior con apéndice acuminado.
Flores: lodículas 2; membranosas. Anteras 3. Ovarios con un ápice carnoso por encima de la inserción de estilo; pubescente en el ápice. 
Frutos: cariópside con pericarpio adherente; piloso en el ápice; ápice carnoso. Hilum lineal. 
Distribución: Sur de Sudamérica (Chile y Argentina).

## Sinónimos
- Bromus burkartii Muñoz,
- Ceratochloa mango (É.Desv.) Holub.

## Historia
El mango era cultivado por el pueblo mapuche en el centro-sur del actual territorio de Chile antes de la llegada de los europeos pero su cultivo fue abandonado. Eb 2019 una fuente menciona que esta especie sobrevive en estado silvestre sin mayores detalles. Otra fuente afirma que está extinta. A la fecha (2023), no existen observaciones de esta especie en el portal de ciencia ciudadana INaturalist.
Las primeras descripciones del mango ya aparecen en la “Crónica y relación copiosa y verdadera de los Reinos de Chile” durante el siglo XVI.

Dase mucho trigo y cebada, y los naturales tienen maíz y frisoles y papas y una hierba a manera de avena que es buen mantenimiento para ellos
Jerónimo de Vivar, 1558

Cuando los cereales europeos desplazaron a esta planta su cultivo empezó a practicarse solo en lugares alejados de las fincas.
Según Claudio Gay, quien la encontró en febrero del año 1836 al sur de Castro, la planta era cultivada de forma bianual. Esta planta no la había visto anteriormente en estado salvaje, hasta encontrarla en Chiloé donde era cultivada como planta para forraje.
El ciclo de cultivo necesita dieciocho meses para llegar al estado de madurez. En el curso del primer año de cultivo, el mango era utilizado como una planta forrajera, al segundo año se le deja salir las semillas, que son recolectadas.

Por cierto no era en  las regiones habitadas por los españoles que esperaba encontrar prueba de ese cultivo. El trigo y la cebada tenian demasiado ventaja para no sobreponerse al uso de esta planta, pero no era lo mismo entre los indios siempre tan pegados á sus hábitos y costumbres. Fué pues entre ellos que tuve que guiar mis investigaciones y un feliz encuentro vino á probarme la realidad de un tal cultivo. 

Esta prueba se verificó á la parte sur de la isla grande de Chiloé, y en el departamento de Castro. La planta es una gramínea del genero Bromus y que hemos dado á conocer con el nombre de Bromus mango en nuestra flora chilena. Probablemente en otro tiempo su cultivo fue muy estenso, pero, á la fecha, es tan limitado que se creia que solo se hace por puro sentimiento de conciencia y de respeto. No la he encontrado [mas] que en dos chacras, y como es planta bianual, el primer año los propietarios la hacían pastar á los animales y al segundo se la hace granar y de los granos tostados y reducidos en harina sirven del mismo modo que la harina tostada de trigo ó de cebada á las cuales le es muy inferior; también preparan con ella una chicha que reemplaza de ningun modo la de manzana tan abundante es aquellos parajes. Por tantos motivos es probable que muy pronto su cultivo desaparecerá enteramente en beneficio de las otras semillas de mas importancia.
Claudio Gay, 1836

En 1915 el botánico Federico Johow dio con Santos Contreras, una persona que la cultivaba para uso personal en las cercanías de Contulmo, en la actual región del Biobío, quien la había encontrado en la costa de Arauco ocho años antes y la utilizaba como forraje para los animales, aves e incluso para su consumo y de su familia como pan y harina tostada. Johow se hizo con algunas semillas para hacer ensayos agrícolas. Algunos ejemplares fueron conservados en la sección de ciencias biológicas del Instituto Pedagógico. Johow hizo además, esfuerzos por propagarla a gran escala a través de agricultores como Emilio Rosemberg y Ricardo Klapp en Temuco y por Eduardo Jost en Contulmo.

## Usos
Existen solo antecedentes de usos históricos del mango. Se cultivaba principalmente en la region del Bio Bio y Araucania. La siembra se realizaba en febrero y marzo, y la cosecha en noviembre. En la cosecha, los flósculos de mango eran tostados para botar las lemas y los granos eran triturados para producir harina tostada. De acuerdo al relato de Pascual Coña, el mango y otros cereales se usaban también para hacer pan. y una bebida fermentada llamada "chicha".
Este cereal local fue reemplazado durante la segunda mitad del siglo XIX por el trigo para la fabricación de la harina y por las manzanas para la fabricación de sidra.
Actualmente no se está utilizando esta especie para el consumo humano.